# 파르마 여공작 마리아 루이사

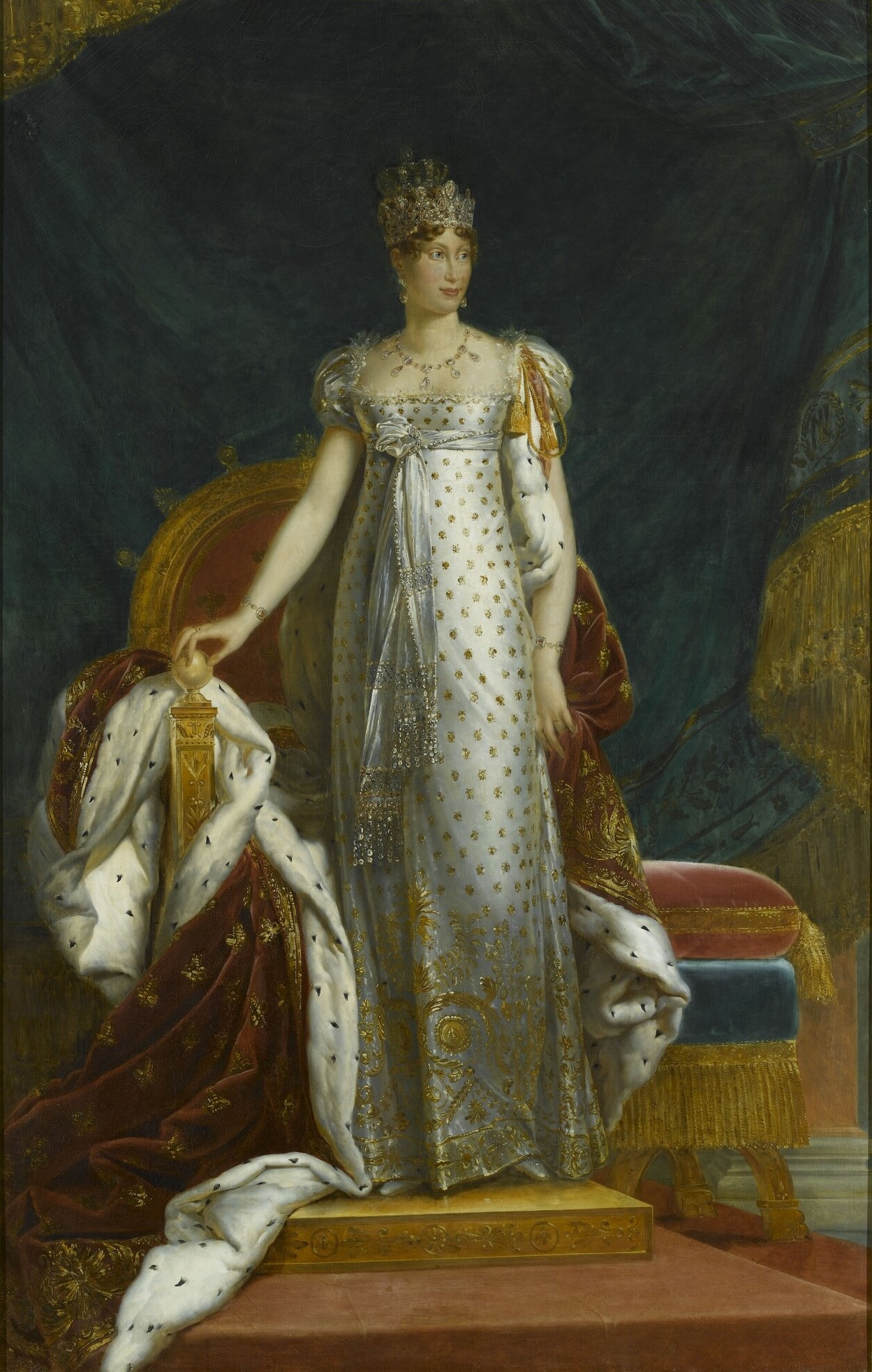
마리 루이즈

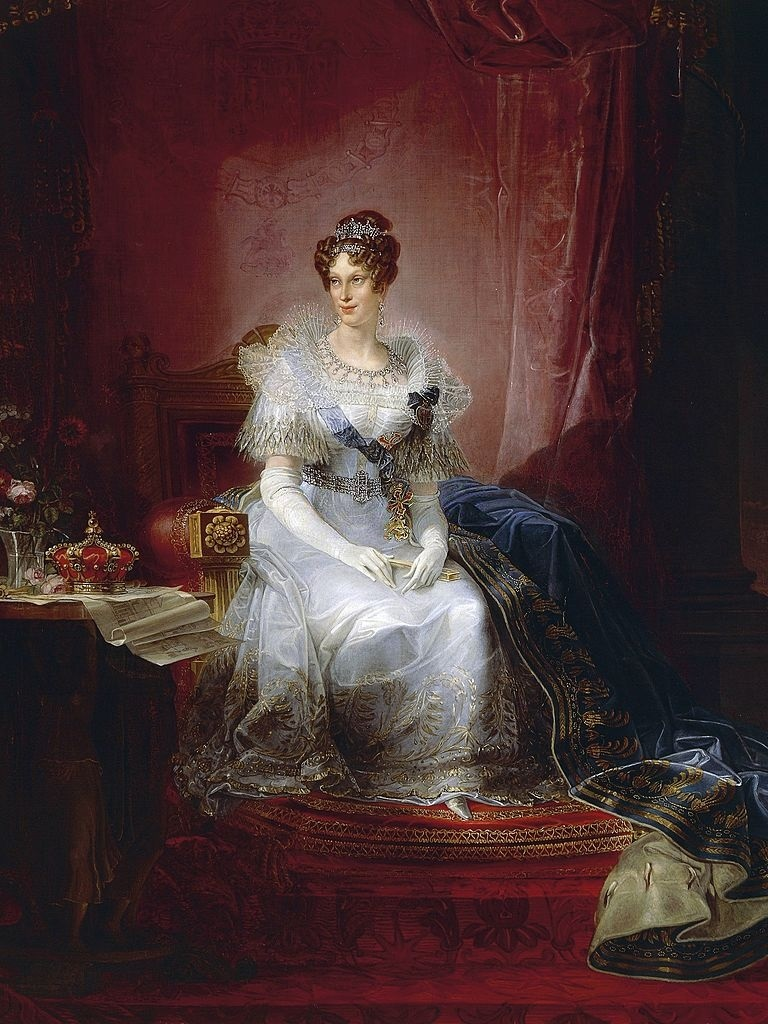
마리 루이즈

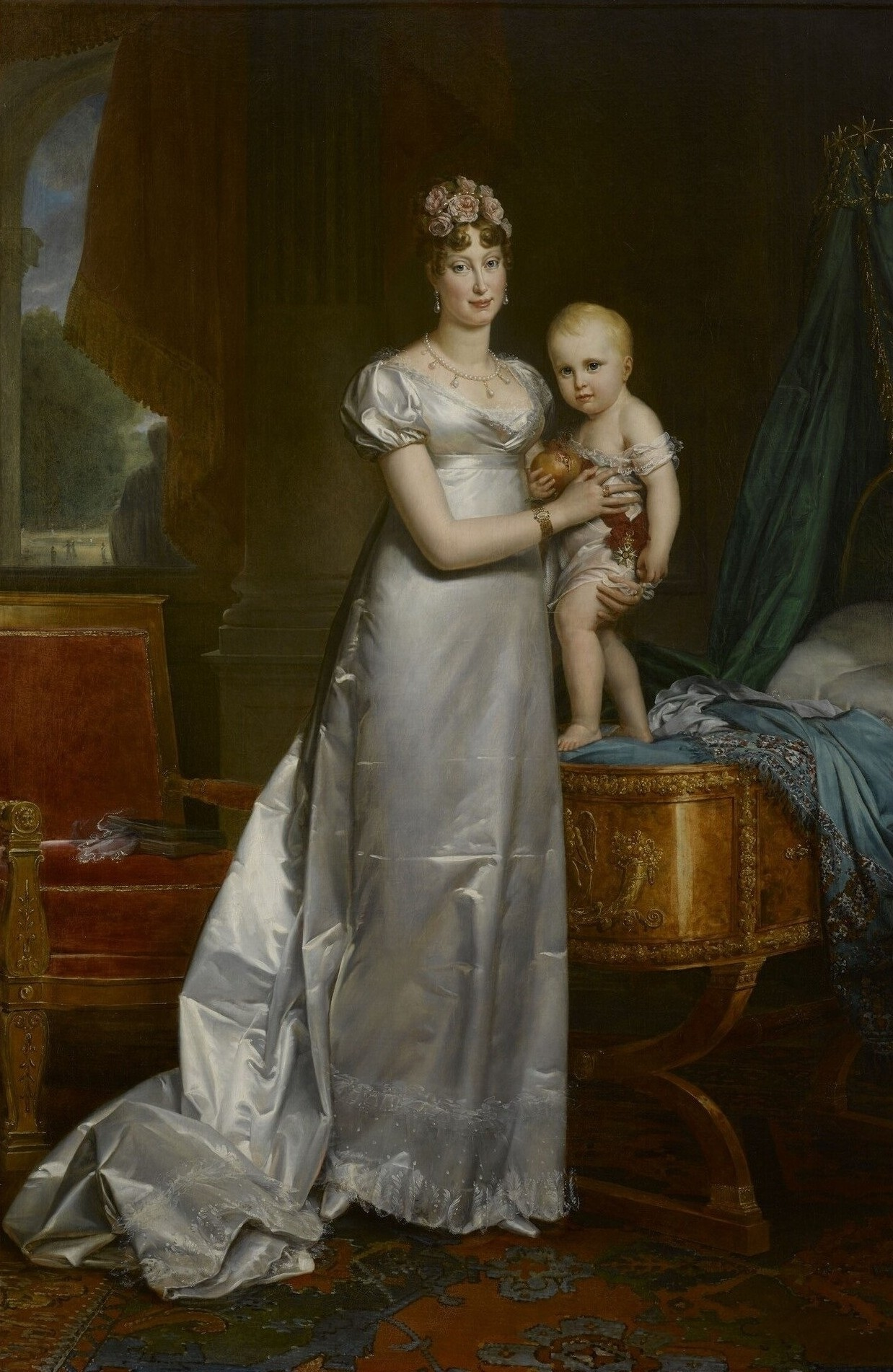
마리 루이즈, 첫째아들 나폴레옹 2세와 함께.

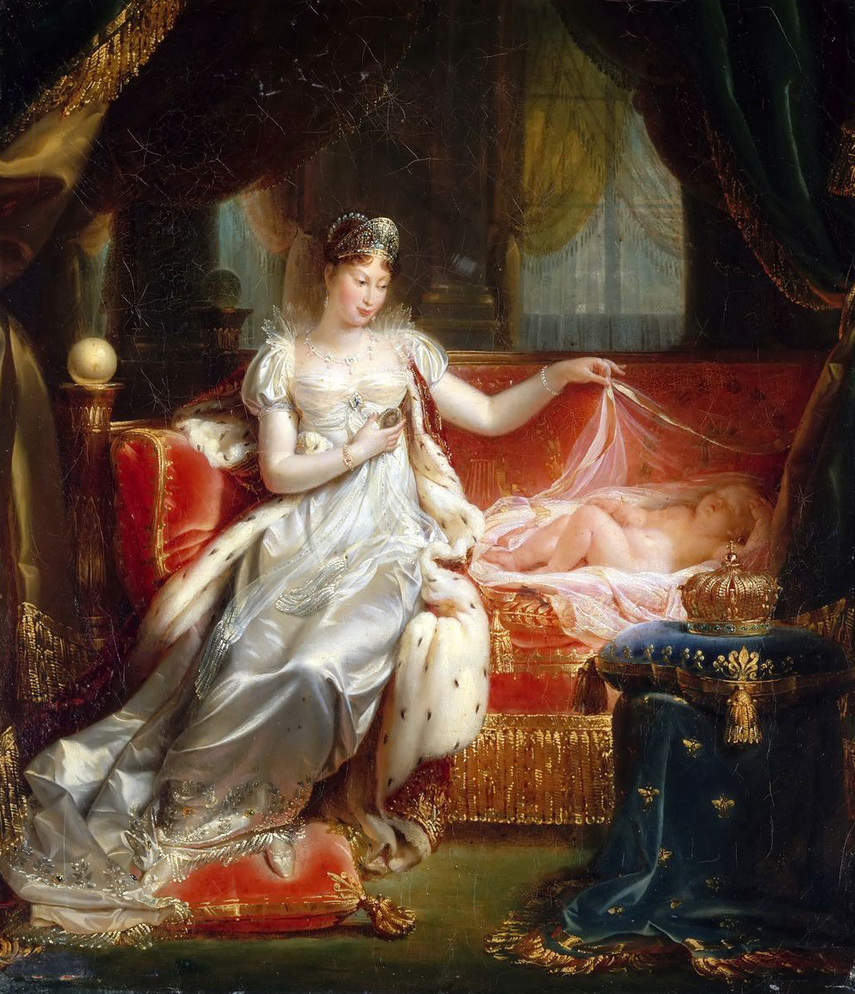
마리 루이즈

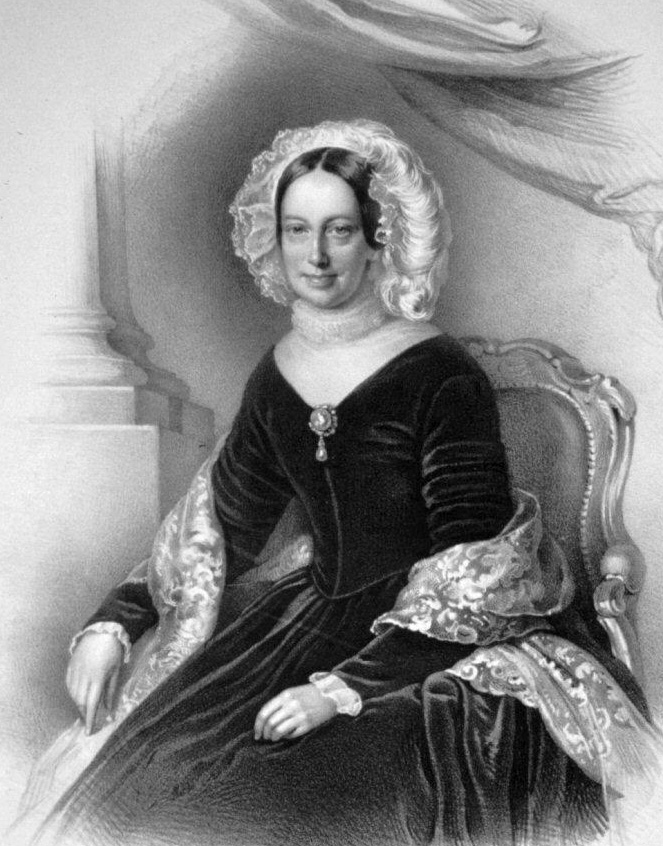
마리 루이즈

마리 루이즈(프랑스어: Marie Louise, 1791년 12월 12일~1847년 12월 17일)는 신성 로마 제국의 황제 프란츠 2세의 딸로, 프랑스 황제이자 이탈리아의 왕이었던 나폴레옹 1세의 황후이자 왕비였다. 빈 회의에서 한 때 프랑스 황후였던 그녀를 위해 파르마와 피아첸차, 구아스텔라의 여공작의 지위를 주었다.

## 생애
마리 루이즈는 프란츠 2세의 장녀로 태어났다. 그녀는 나폴레옹의 침략으로 인해 쇤브룬 궁전에서 두 번 쫓겨나, 나폴레옹은 무섭고 증오할 남자라고 배웠고, '나폴레옹'이라는 이름을 붙인 인형을 괴롭히며 자랐다.

### 기대되는 결혼
그녀는 나폴레옹과 조제핀의 이혼을 알았을 때, "다음 황후가 될 사람에게 진심으로 동정함과 동시에, 그 사람이 자신이 아니기를 바라고 있다.'"라고 친한 친구에게 편지를 써서 보냈을 정도였다. 그 때문에 자신이 나폴레옹과 결혼해야 된다고 사람들이 말했을 때 계속해서 울었다고 한다.
1810년 4월 1일, 마리 루이즈는 루브르 궁의 예배당에서 나폴레옹과 결혼식을 올렸다. 하지만, 나폴레옹과 함께 지내면서 그가 생각했던 것과는 달리 자신을 매우 상냥하게 대했기 때문에 마리 루이즈는 마침내 마음을 열고, 나폴레옹을 진심으로 사랑하게 되었다. 나폴레옹은 그녀를 결코 잃고 싶지 않았기 때문에 그녀의 기분을 상하지 않게 하기 위해 노력했다고 한다. 그녀는 후에 친구 앞으로 보낸 편지에서 다음과 같이 쓰고 있다.
빈에서는 내가 오히려 불안 속에서 살고 있다고 생각하겠지요. 그렇지만 사실은 달라요. 나는 나폴레옹을 조금도 무섭다고 생각하지 않아요. 오히려 나폴레옹이 나를 무서워하고 있는 건 아닐까 하고 최근 생각하기 시작했어요

사교적인 성격으로 항상 수많은 여관들과 담소를 나누었던 조제핀 드 보아르네와는 다르게 마리 루이즈는 사실에 들여보내는 것은 여관장인 몽테벨로 부인과 의상담당의 류세이 부인 등 한정된 사람들 뿐 그녀의 방은 언제나 조용했다. 합스부르크로트링겐 왕가의 여대공이기는 하나 조신하게 자랐기 때문에, 치장에도 별다른 관심이 없고, 옷은 조제핀과 비교하면 조금밖에 주문하지 않았으며, 보석은 거의 주문하지 않았다. 이 때문에 조제핀이 황후였을 때에 큰 재산을 모을 수 있었던 상인들 사이에서 마리 루이즈의 평판은 대단히 나빴다. 또한 나폴레옹의 여동생들과도 허물없이 지낼 수 없었다.

#### 적자 출산
1811년 3월 20일, 마리 루이즈는 로마왕(나폴레옹 2세)를 출산했다. 이 때, 꽤 심한 난산으로 모자 중 어느 쪽 밖에 구할 수 없을 거라고 의사가 말했을 때, 나폴레옹은 주저하지 않고 "어머니를 구해라!"라고 했다. 나폴레옹은 아들의 탄생을 매우 기뻐해서 귀여워했지만, 마리 루이즈는 별로 이 아이에게 관심을 표하지 않았다.
양육 담당인 몽테스큐 부인은, 로마 왕이 눈을 뜨면 바로 마리 루이즈의 방으로 데리고 갔다. 하지만 작은 아이에게 익숙하지 않은 마리 루이즈는, 마치 부서진 물건을 만지듯이 조심스럽게 손대고, 가슴에 조금 안은 것만으로 바로 아이를 몽테스큐 부인에게 돌려주었다. 오후에는 마리 루이즈가 로마왕의 방에 가는 게 습관이었지만, 그녀는 아이를 어르는 일도, 말을 거는 일도 없고 단지 미소지으며 바라보는 것뿐으로, 여관들이 그녀에게는 모성애가 빠져있는 게 아닐까 하고 진심으로 걱정하는 만큼, 아이의 양육을 몽테스큐 부인에게 일임해버렸다. 그 때문에, 로마왕이 가장 정든 사람은 몽테스큐 부인으로, 그가 처음으로 말한 단어는 '마망 큐'로, 부인을 많이 감격시켰다고 한다.

#### 나폴레옹의 몰락과 파리 탈출
하지만, 1812년에 나폴레옹은 러시아 원정에 실패했고, 1813년 라이프치히의 싸움에서도 대패했다. 1814년에는 오스트리아의 슈바르첸베르크 장군, 프로이센의 블뤼허 장군, 나폴레옹의 옛 부하였고 스웨덴 왕세자가 된 베르나도트(후의 스웨덴의 칼 14세), 영국의 웰링턴 공에 의한 대규모 나폴레옹 포위망이 결성되어, 더욱 더 나폴레옹과 제국은 궁지에 몰렸다.
마리 루이즈가 있는 튈르리 궁전에서는, 러시아, 프로이센, 오스트리아, 스웨덴 동맹군의 파리 공격에 대비해, 그녀와 로마왕의 처우를 둘러싸고 논의가 시작되었다. 사브리 경무대신은, 황후가 수도를 벗어나는 일은 제국의 붕괴와 동일하고, 반란을 피하기 위해서라도 파리에 머물러야 한다고 주장하였고, 칸바세레스 대법관과 탈레랑도 이 의견에 찬동하였으나, 육군대신 클라르크는, 만일을 생각해서 한시라도 빨리 안전한 장소로 피난해야 한다고 주장했다. 그 사이, 마리 루이즈는 한 마디도 말하는 일 없이 논의의 내용에만 귀를 기울이고 있었다. 한밤중이 되어도 논의는 결론이 나지 않고, 투표에 부쳐졌다. 그 결과, 로마왕과 마리 루이즈는 파리에 머물게 되었다.
그러나 그 때, 침묵을 지키고 있었으며 기권한 나폴레옹의 형인 조제프 보나파르트가 일어서서, 전에 나폴레옹에게서 받아둔 성명문을 읽기 시작했다. 그 내용은 "불행에도, 만일 싸움에 지는 일이 생겼을 때, 황후와 로마왕은 빨리 파리에서 랑부예로 떠나서, 절대로 적에게 넘겨지지 않도록 만전을 기할 것."이었다. 그러나 마리 루이즈는, 이 명령에 결사 반대했다. 그리고 "파리를 비우는 일은 부르봉 왕조의 부활에 절호의 기회를 주는 일입니다. 나는 이대로 파리에 머무르면서 황제 부재시의 섭정을 맡은 프랑스 황후로서의 의무라고 생각합니다."라고 주장했다. 이때 마리 루이즈는 아버지 프란츠 2세를 통해, 러시아의 알렉산드르 1세와 프로이센 왕 프리드리히 빌헬름 3세를 설득하여, 로마왕을 나폴레옹 2세로 즉위시킬 가능성을 믿고 있었던 것이다.
하지만 1814년 3월 29일 아침, 마리 루이즈와 로마왕은 10대의 대형마차로 랑부예를 항해 출발했다. 하지만 랑부예도 이미 위험한 것을 알고, 마리 루이즈 일행은 더욱 먼 루아르강 근처에 있는 블루아 성으로 나아갔다. 성에 도착한 것은 4월 2일 밤중이었다.
6일 뒤인 4월 8일에, 마리 루이즈는 남편이 퐁텐블로 궁전에서 퇴위했다는 전갈을 들었다. 나폴레옹이 있는 퐁텐블로 궁전이 자신이 있는 블루아 성에서 그다지 멀지 않다는 것을 알게 된 뒤로, 그녀는 곧바로 마차를 준비해 나폴레옹이 있는 곳으로 갔다. 하지만, 도중에 장 란 원수의 미망인인 몽테벨로 부인은, 나폴레옹 황제가 나라를 잃어버린 지금은, 마리 루이즈와 로마왕의 앞날이라도 프란츠 황제에게 탄원해서 보증을 서라고, 조언을 집요하게 계속했다. 몽테벨로 부인은, 엘바섬에 간 것은 정말 미안한 일이라고 생각하고 있었다. 궁정의 편한 생활을 안 그녀는, 지위를 잃은 나폴레옹에게의 충성을 빨리 버리고, 부르봉 측에 붙어 단물을 빨아먹는 일만 생각하고 있었다. 오를레앙에 도착해서, 마리 루이즈는 나폴레옹 앞으로 다음과 같이 편지를 써서 보냈다.
곧바로 당신이 있는 곳으로는 갈 수 없게 되었습니다. 우선 아버지와 만나려고 합니다. 엘바섬에서의 당신의 대우 개선과, 우리 아들을 위해서 토스카나 대공국을 요구하기 위해서에요. 만일, 지금 당신이 아버지를 만나러 가는 것을 허락해 주신다면, 꼭 토스카나를 손에 넣을 수 있을 거라고 생각합니다. 선량한 아버지는 나의 눈물에 감동해서, 분명 당신의 운명도 바뀌겠지요.

하지만, 당연히 프란츠 1세는 딸의 애원같은 건 들을 생각이 없었다. 황제도 메테르니히도, 마리 루이즈를 어디까지고 일시적으로 나폴레옹의 허락하에 시집보낸 것에 지나지 않았다. 그리고, 토스카나는 원래 통치자인 토스카나 대공 페르디난도 3세(프란츠 1세의 친동생, 마리 루이즈의 숙부)에게 반환했고, 마리 루이즈를 위해서는 파르마 공국의 통치권을 생각하고 있었다. 그 뒤 4월 12일에, 몽테벨로 부인의 뜻을 전해받았다고 생각되는, 프란츠 2세의 사자를 칭하는 인물이 돌연 마리 루이즈가 있는 곳으로 찾아와서, 반강제적으로 그녀와 로마왕을 데리고 가버렸다. 그날 밤, 완전히 절망한 나폴레옹은 퐁텐블로 궁전에서 독을 마셨다.

### 나이페르크 백작의 등장
마리 루이즈는 러시아 병사가 수비하는 랑부예에 있는 성에서, 나폴레옹에게 편지를 쓰는 일도, 그에게서 편지를 받는 일도 없이, 오랫동안 지내는 생활이 계속되었다. 그리고 그곳에서 아버지인 프란츠 1세와 재회한 그녀는, 오스트리아로 귀국했다. 프란츠 1세는 여윈 그녀에게, "오랫동안 엑스레뱅에 있는 온천에서 정양하고, 거기서 엘바섬으로 가면 된다"라고 말했다. 그 말에 따라 마리 루이즈는 빈에 로마왕을 남긴 채로, 엑스레뱅에 있는 온천으로 향했다. 엑스레뱅에 향할 때, 마리 루이즈는 메테르니히가 붙여준 호위 겸 감시역의 나이페르크 백작과 동행했다. 메테르니히는 "엑스레벵에서 마리 루이즈가 체제중에 필요한 수단을 써서 엘바섬에 있는 나폴레옹과 합류하고 싶다는 바람을 단념시키는 것. 혹시 어떤 수단을 써서라도 엘바섬으로 갈 것을 단념하지 않고 실행할 때에는 동행할 것"이라고 명령을 내렸다. 이 명령을 받은 나이페르크 백작은 "10개월 안에 연인이 되고, 곧 남편이 되어주겠다."라고 호언장담했다. 그는 42세의 유부남으로, 프랑스와의 전투에서 오른쪽 눈을 잃었기 때문에, 나폴레옹을 증오하고 있었다.
마리 루이즈는 나폴레옹의 생일에는 자신의 머리카락과 로마왕의 흉상을 보냈고, 몇 통이고 편지를 써서 보냈다. 한편, 나폴레옹 쪽에서도 마리 루이즈가 로마왕을 데리고 와 줄 것을 진심으로 기대하고 있었다. 그 때문에, 아들인 알렉산드르를 데리고 엘바섬에 와 준 애인 마리아 발레프스카까지도 3일만에 쫓아버리고 말았다.
하지만 엑스레뱅에서는, 세련된 귀족인 나이페르크 백작이 기지가 풍부한 회화 등으로 금세 마리 루이즈의 마음을 사로잡아버렸다. 그녀는 마침내 나폴레옹을 잊어버렸다. 어느 가을날, 산책 도중에 폭풍우를 만나 피한 소레이유 돌이라고 하는 조그만 숙소에서 남녀의 관계를 맺었다. 이 때문에 1815년 2월 26일, 나폴레옹이 엘바섬을 탈출했다는 소식을 듣고, 마리 루이즈는 하늘을 우러러봤다. 그리고 그녀는 "또다시 유럽의 평화를 위협하는 일이 됩니다"라고 말했다. 3월 20일, 나폴레옹은 마리 루이즈에게 돌아오라는 편지를 몇통이고 보냈으나, 그녀는 한 번도 답장을 쓰려고도 하지 않고, "어떤 일이 있어도 그 사람의 아내가 되는 일은 없습니다."라고 말했다.

#### 새로운 생활
같은 해 6월 18일의 회의에서 마리 루이즈의 파르마 통치가 결정되었다. 아들인 로마왕이 동행하지 못하는 것을 알게 되어도, 그녀는 조금도 파르마 행을 망설이지 않았다. 그녀의 머리속에는 나이페르크 백작과의 새로운 생활만이 가득차 있었다. 3개월 뒤, 나폴레옹이 워털루 전투에서 패해, 세인트헬레나에 유배된다는 것을 알고, "이제 세상은 편안합니다. 나폴레옹은 두번이나 평화를 흔들려고 했지만 불가능했으니까. 앞으로는 사람들이 선의와 관용을 가지고 그와 접촉해 주시길 빌 뿐입니다. 내가 그 사람의 운명과 관련되는 것은 이번이 마지막입니다"라고 프란츠 1세에게 편지를 써서 보냈다. 1816년 3월 7일, 마리 루이즈는 나이페르크 백작과 같이 파르마를 향해 떠났다.
한편, 로마왕은 감금과 같이 외로운 생활을 보내고 있었다. 그는 어머니 마리 루이즈와 헤어져서 처음으로 만나는 것을 기대했지만, 마리 루이즈는 1817년 5월 1일에 나이페르크 백작의 딸 알베르티나를 비밀리에 출산해서 로마왕과의 약속을 간단하게 깨버렸다. 어머니가 약속을 깨어버렸기 때문에 로마왕은 아주 슬퍼했다. 마리 루이즈가 아들을 만나는 간 것은 헤어지고 2년도 더 지난 1818년 7월의 일이었다.
이 때, 브라질 황제 페드루 1세에게 시집간 여동생 오스트리아의 마리아 레오폴지나는 불행한 결혼생활을 보냈으며, 사이가 좋았던 언니 마리 루이즈에게도 몇통씩 써 보냈지만, 그녀와 프란츠 1세는 레오폴지나에게 거의 편지를 쓰지 않았다. 그녀는 나이페르크 백작과 그 사이에서 태어난 아이들에게만 관심을 가졌을 뿐이다. 결국 그녀는 끝까지 곤경에 처한 레오폴지나의 기분을 진심으로 이해하지 않았다. 레오폴지나는 자신을 합스부르크 가의 희생자로 부르며, 자신은 곧 남편의 폭력에 의해 죽을 거라고 비통한 편지를 마지막으로 보내고, 곧 29세의 나이로 사망했다.
로마왕과 재회한 뒤, 파르마에 돌아온 마리 루이즈는, 1819년 8월 9일에 나이페르크 백작의 두 번째 아이인 그리에모를 역시 비밀리에 출산한 뒤, 로마왕을 만나러 빈에 가는 일을 중지했다.
1821년 5월 5일, 나폴레옹이 세인트헬레나에서 죽었다. 마리 루이즈는 '세비야의 이발사'를 보러 오페라 극장에 갔을 때 우연히 본 신문에서 나폴레옹의 죽음을 알았다. 나폴레옹은 마리아 루이즈에게 자신의 심장을 보관해 줄 것을 유언으로 남겼으나, 그녀는 "내 소원은 그의 심장이 그의 무덤에 묻히는 것입니다"라고 한 마디로 거절하고, 그 대신에 데스마스크를 받았다. 하지만 그 데스마스크도 오랫동안 아이들의 장난감의 하나가 되었다.
1822년 8월 15일, 마리 루이즈는 나이페르크 백작의 네 번째 아이가 되는 여자아이를 출산했다. 1825년에는 다섯 번째의 아이를 유산했다. 그러는 동안 그녀가 빈에 있는 아들을 보러 간 것은 단 한 번뿐이었다. 그리고 9월 초순에, 프란츠 1세의 승낙을 받고 정식으로 나이페르크 백작과 결혼했다. 이 때, 로마왕은 라이히슈타트 공이 되었다.

#### 나이페르크 백작의 죽음과 그 후
1829년 2월 22일에 나이페르크 백작이 죽었다. 그의 유언에는, 프란츠 1세에게도 라이히슈타트 공에게도 비밀로 했던 알베르티나와 그리에모에 관한 일이 기재되어 있어서, 마리 루이즈는 얼굴이 창백해졌다. 이 아이들은 나폴레옹이 생존해있을 당시에 태어난 아이로, 마리 루이즈와는 별거를 강요당해 매일같이 그녀를 어머니로 부르는 것을 금지당해, 타인과 같이 부를 것을 의무로 정했다. 그 일을 안 프란츠 1세는 경악했으나, 다음과 같이 딸에게 말했다.
| “ | 신 앞에서 저지르면 안될 죄를 저지르고 슬퍼하고 있지만, 나는 너의 아버지다. 부모로서의 애정을 가지고 용서하겠다. | ” |

1832년 7월 22일, 라이히슈타트 공은 죽었다. 다음날, 마리 루이즈는 나폴레옹의 어머니인 마리아 레티치아에게 손자의 죽음을 편지로 알렸다.
나이페르크 백작이 죽은 뒤, 마리 루이즈의 통치 보좌역으로서 벨크라인, 다음에는 말샬이 왔으나, 인기가 낮거나 파르마에 친숙해지지 못했다는 이유로 연달아 해임되었다. 그 뒤, 7월 혁명까지 샤를 10세를 시중들고, 프랑스에 살고 있던 샤를 르네 도 봉벨이 왔다. 그는 온화한 인물로, 마리 루이즈와 그는 서로 호의를 가지게 되었고, 1834년 2월 17일에 결혼했다.
1847년 12월 17일, 마리 루이즈는 사망하였다.

## 가족 관계
- 1.나폴레옹 1세와의 사이에서
  - 나폴레옹 2세(로마왕, 라이히슈타트 공)
- 2. 나이페르크 백작과의 사이에서
  - 알베르티나
  - 그리에모
- 3.샤를 르네 도 봉벨과의 사이에서
  - 자녀 없음